# 797
797（七百九十七、ななひゃくきゅうじゅうなな）は自然数、また整数において、796の次で798の前の数である。

## 性質
- 797は139番目の素数である。1つ前は787、次は809。
  - 約数の和は798。
- 89番目の回文数である。1つ前は787、次は808。
  - 18番目の回文素数である。1つ前は787、次は919。
- 34番目のスーパー素数である。1つ前は773、次は859。
- 28番目のオイラー素数である。1つ前は743、次は853。
- 12番目の左右切り捨て可能素数である。1つ前は373、次は3137。
  - 45番目の左切り捨て可能素数である。1つ前は773、次は823。
  - 27番目の右切り捨て可能素数である。1つ前は739、次は2333。
- 7 と 9 を使った3番目の素数である。1つ前は97、次は977。(オンライン整数列大辞典の数列 A020471)
  - 79…97 の形の最小の素数である。次は79997。(オンライン整数列大辞典の数列 A056263)
- 末尾の2桁が97の4番目の素数である。1つ前は397、次は997。(オンライン整数列大辞典の数列 A244778)
- 各位の和が23になる6番目の数である。1つ前は788、次は869。
- 797 = 112 + 262
  - 異なる2つの平方数の和で表せる235番目の数である。1つ前は794、次は800。(オンライン整数列大辞典の数列 A004431)
- 異なる3つの平方数の和7通りで表せる15番目の数である。1つ前は677、次は801。(オンライン整数列大辞典の数列 A025345)

## その他 797 に関連すること
- エア・カナダ797便火災事故
- カッシング (USS cushing, DD-797) は、アメリカ海軍の駆逐艦。
- Fmいずみ797
- 797号艦 (戦艦)
- コマンダン・ブーアン (Commandant Bouan, F797)は、フランス海軍のデスティエンヌ・ドルヴ級通報艦。